# Jutta Rantala
Jutta Rantala (Köyliö, 10 november 1999) is een voetbalspeelster uit Finland. Ze speelt als aanvaller voor Leicester City in de Super League.

## Clubcarrière
Rantala maakte op veertienjarige leeftijd voor NiceFutis haar debuut in de Kansallinen Liiga. Op 5 november 2015 maakte ze de overstap naar competitiegenoot TPS. Na twee seizoenen bij deze club vond Rantala in FC Honka haar derde club. Na een seizoen verliet ze deze club voor een overstap naar HJK uit Helsinki. Tijdens haar competitiedebuut voor deze club maakte ze gelijk vier doelpunten tegenONS op 23 maart 2019. In het seizoen 2019 werd ze topscorer van de Kansalinnen Liiga met 22 doelpunten. Ook werd ze genomineerd tot 'speelster van het seizoen'. In december 2019 ging Rantala bij het Zweedse Kristianstads DFF haar eerste buitenlandse avontuur aan. In de stad aan de Zweedse zuidkust tekende ze een eenjarig contract.
Na twee seizoenen vond ze in het eveneens Zweedse Vittsjö GIK haar nieuwe werkgever. Op 21 oktober 2022 verlengde Rantala haar contract bij de club tot na het seizoen 2023. Dit contract diende ze uit, waarna ze in augustus 2023 zich bij het Engelse Leicester City in de Super League voegde. Ze tekende een tweejarig contract in Leicester. In haar debuutwedstrijd voor de club tegen Bristol City op 1 oktober 2023 maakte Rantala gelijk haar eerste twee doelpunten door trefzeker te zijn in de 49ste en 83ste minuut. Na afloop van de wedstrijd werd ze uitgeroepen tot 'speelster van de wedstrijd'. Na haar eerste seizoen bij Leicester City, werd Rantala uitgeroepen tot 'speelster van het seizoen' In oktober 2024 liep Rantala een knieblessure op waardoor ze een lange tijd buitenspel stond
Rantala verlengde op 8 augustus 2025 haar contract in Leicester tot medio 2027.

## Statistieken
| Seizoen | Club              | Land     | Competitie        | Wedstrijden | Doelpunten |
| ------- | ----------------- | -------- | ----------------- | ----------- | ---------- |
| 2014    | NiceFutis         | Finland  | Kansallinen Liiga | 18          | 3          |
| 2015    | NiceFutis         | Finland  | Kansallinen Liiga | 22          | 7          |
| 2016    | TPS               | Finland  | Kansallinen Liiga | 23          | 12         |
| 2017    | TPS               | Finland  | Kansallinen Liiga | 22          | 14         |
| 2018    | FC Honka          | Finland  | Kansallinen Liiga | 23          | 6          |
| 2019    | HJK               | Finland  | Kansallinen Liiga | 22          | 22         |
| 2020    | Kristianstads DFF | Zweden   | Damallsvenskan    | 21          | 7          |
| 2021    | Kristianstads DFF | Zweden   | Damallsvenskan    | 22          | 2          |
| 2022    | Vittsjö GIK       | Zweden   | Damallsvenskan    | 26          | 11         |
| 2023    | Vittsjö GIK       | Zweden   | Damallsvenskan    | 17          | 8          |
| 2023/24 | Leicester City    | Engeland | Super League      | 22          | 6          |
| 2024/25 | Leicester City    | Engeland | Super League      | 3           | 1          |
| 2025/26 | Leicester City    | Engeland | Super League      | 0           | 0          |
| Totaal  | Totaal            | Totaal   | Totaal            | 241         | 99         |

Laatste update: 16 maart 2025

## Interlandcarrière
Rantala maakte haar debuut voor de Finse nationale ploeg tijdens een wedstrijd tegen Kroatië op de Cyprus Women's Cup 2020. Tijdens haar debuut wist ze gelijk tot scoren te komen in de vijfde minuut.
In 2022 werd Rantala opgenomen in de Finse selectie voor op het EK 2022. Een jaar later maakte Rantala eveneens deel uit van de Finse selectie dat voor het eerst in de geschiedenis de Cyprus Women's Cup wist te winnen. In eerste instantie was ze niet opgeroepen, maar door blessureleed bij Tuija Hyyrynen werd Rantala alsnog opgeroepen. In 2024 wist Rantala met Finland eveneens de Pinatar Cup voor de eerste keer te winnen.
Rantala werd op 13 juni 2025
opgenomen in de Finse selectie voor op het EK 2025 in Zwitserland.